# Nádor-udvar
A Nádor-udvar egy budapesti épület.
A Budapest V. kerületében, a Szent István körút 5. szám alatt fekvő épület 1901-ben épült fel Weisz Izidor megbízásából Heidelberg Sándor és Jónás Dávid tervei szerint szecessziós stílusban. A rendkívül díszes külsővel és belsővel rendelkező, jelenleg lakóházként üzemelő épület homlokzata meglehetősen lepusztult állapotban van.